# Włoki (Litwa)
Włoki (lit. Valakai; pol. hist. Wołoki) – dawny zaścianek i gajówka. Tereny, na których leżały, znajdują się obecnie na Litwie, w okręgu wileńskim, w rejonie wileńskim, w gminie Rudomino.
Współcześnie część wsi Tatarka.

## Historia
W dwudziestoleciu międzywojennym leżały w Polsce, w województwie wileńskim, w powiecie wileńsko-trockim, w gminie Rudomino. W 1931 miejscowość liczyła:
- zaścianek – 8 mieszkańców, zamieszkałych w 3 budynkach,
- gajówka – 7 mieszkańców, zamieszkałych w 1 budynku[2].

Po II wojnie światowej w granicach Związku Sowieckiego. Od 1991 na niepodległej Litwie.